# Карл Лоттер
Карл Лоттер (нім. Karl Lotter; 2 червня 1893, Цойленрода-Трібес — 27 вересня 1963, Брунсек) — німецький військовий юрист, доктор права, генерал-суддя вермахту (1 квітня 1945).

## Біографія
Учасник Першої світової війни. З 26 серпня 1939 року — консультант юридичного відділу ОКВ. З 15 лютого 1941 року — юридичний консультант командування групи армій «A». З 15 квітня 1941 року — знову консультант юридичного відділу ОКВ. З 10 жовтня 1941 року — юридичний консультант командування групи армій «Південь», з 9 липня 1942 року — «B». З 1 жовтня 1942 року — повірений Імперського військового суду. З 30 грудня 1943 року виконував обов'язки начальника юридичного відділу ОКВ. З 20 березня 1944 року — знову повірений Імперського військового суду. 8 травня 1945 року взятий в полон. В 1947 році звільнений.

## Нагороди
- Залізний хрест 2-го класу
- Почесний хрест ветерана війни з мечами (1934)
- Медаль «За вислугу років у Вермахті» 4-го класу (4 роки; 2 жовтня 1936)
- Хрест Воєнних заслуг 2-го і 1-го класу з мечами